# سياسة الجمهورية العربية الصحراوية الديمقراطية
تشير سياسة الجمهورية العربية الصحراوية الديمقراطية إلى سياسة الجمهورية العربية الصحراوية الديمقراطية المعلنة من قبل جبهة البوليساريو، وهي دولة تقع في شمال إفريقيا مع اعتراف محدود، وتسيطر على أجزاء من منطقة الصحراء الغربية.
تطالب الجمهورية العربية الصحراوية الديمقراطية بالصحراء الغربية بأكملها، وهي منطقة يدير المغرب معظمها حاليًا باعتبارها الأقاليم الجنوبية. تسيطر الجمهورية العربية الصحراوية الديمقراطية على جزء من الإقليم، يسمى المنطقة الحرة. في حين أن مقر حكومتها في تندوف، الجزائر.
وفقا لدستورها، فإن الجمهورية العربية الصحراوية الديمقراطية هي شكل من أشكال دولة الحزب الواحد، طالما أنها لا تسيطر على أراضيها. المنظمة الداعمة للجمهورية هي الجبهة الشعبية لتحرير الساقية الحمراء ووادي الذهب أو ما يعرف باسم جبهة البوليساريو، لكن الجبهة أعلنت أنها إما أن تتحول إلى حزب سياسي عادي من بين عدة أحزاب، أوتنقسم إلى عدة أحزاب في نهاية المطاف باستقلال الصحراء الغربية.

## تاريخ
استعمرتها إسبانيا من عام 1884 إلى عام 1975، تحت اسم الصحراء الإسبانية، وبعد الاتفاقية الثلاثية المعروفة باسم اتفاقيات مدريد، قُسمت المنطقة بين المغرب وموريتانيا في عام 1976، مع حصول المغرب على الثلثين الشماليين. تخلت موريتانيا، تحت ضغط من مقاتلي البوليساريو، عن جميع مطالباتها بالجزء الخاص بها في أغسطس 1979، مع تحرك المغرب للسيطرة على هذا القطاع بعد ذلك بوقت قصير، ومنذ ذلك الحين أكد سيطرته الإدارية على غالبية الإقليم. تزعم الجبهة الصحراوية التابعة لجبهة البوليساريو أنها تدير جزءًا إلى الشرق من الجدار المغربي. كانت حكومة البوليساريو في المنفى عضوا في منظمة الوحدة الأفريقية في عام 1984، وكانت عضوا مؤسسا في الاتحاد الأفريقي. استمرت أنشطة حرب العصابات حتى تم تنفيذ وقف إطلاق النار تحت مراقبة الأمم المتحدة في 6 سبتمبر 1991 عبر بعثة المينورسو. وتقوم البعثة بدوريات على الخط الفاصل بين المنطقتين.
في عام 2000، قدم مبعوث الأمم المتحدة إلى الإقليم، جيمس بيكر، خيار الطريق الثالث لحل النزاع، المعروف باسم اتفاقية الإطار أو خطة بيكر الأولى، والتي تتمثل في نقل العديد من صلاحيات الدولة المغربية إلى دولة صحراوية تتمتع بالحكم الذاتي ضمن السيادة المغربية. وقبل المغرب بالخطة، فيما رفضتها الجزائر وجبهة البوليساريو. واقترحت الجزائر تقسيم الإقليم بدلا من ذلك.
في عام 2003، قدم جيمس بيكر خطته الثانية، والتي من شأنها أن تمنح الصحراء الغربية حكمًا ذاتيًا فوريًا باعتبارها سلطة الصحراء الغربية خلال فترة انتقالية مدتها خمس سنوات للتحضير للاستفتاء، مما يتيح لسكان الإقليم الاختيار بين الاستقلال والحكم الذاتي داخل المملكة المغربية، أو الاندماج الكامل مع المغرب. وقبلت جبهة البوليساريو الخطة لكن المغرب رفضها.

## السلطة التنفيذية
يرأس حكومة الجمهورية العربية الصحراوية الديمقراطية رئيس الجمهورية ورئيس الوزراء.
| المنصب       | الاسم           | الحزب            | منذ           |
| ------------ | --------------- | ---------------- | ------------- |
| الرئيس       | إبراهيم غالي    | جبهة البوليساريو | 9 يوليو 2016  |
| رئيس الوزراء | بشرية حمودي بين | جبهة البوليساريو | 13 يناير 2020 |

## السلطة التشريعية
المجلس الوطني الصحراوي هو الهيئة التشريعية لحكومة الجمهورية العربية الصحراوية الديمقراطية في المنفى. ويضم 53 عضوًا، يُنتخبون لمدة عامين في 11 دائرة انتخابية.

## انتخابات
يشارك السكان الصحراويون في مخيمات اللاجئين في الجزائر وكذلك في المنطقة الحرة في انتخابات مؤسسات الجمهورية العربية الصحراوية الديمقراطية. جرت انتخابات المجلس الوطني الصحراوي في فبراير/شباط 2012.  تم الاتفاق على استفتاء حول الاستقلال أو الاندماج مع المغرب بين المغرب والجمهورية الصحراوية في عام 1991، لكنه لم يتم بسبب اختلاف الطرفين حول من يجب السماح له بالتصويت.

## العلاقات الخارجية
تتولى جبهة البوليساريو إدارة العلاقات الخارجية للجمهورية العربية الصحراوية الديمقراطية، والتي تحتفظ بشبكة من مكاتب التمثيل والسفارات في البلدان الأجنبية. وقد أقامت علاقات دبلوماسية مع الدول والمنظمات الدولية منذ إنشائها عام 1973. وفي عام 1966، أكد قرار الجمعية العامة للأمم المتحدة رقم 22/29 لأول مرة على حق الصحراويين في تقرير المصير. وفي عام 1979، أعاد قرار الجمعية العامة للأمم المتحدة رقم 34/37 التأكيد مرة أخرى على حق شعب الصحراء الغربية في تقرير المصير والاستقلال، مع الاعتراف أيضًا بجبهة البوليساريو كممثل لشعب الصحراء الغربية.